# Zuiderzeekrabbe
Die Zuiderzeekrabbe (Rhithropanopeus harrisii) ist eine ursprünglich an der Ostküste Nordamerikas beheimatete Krabbe. Sie gelangte vermutlich durch das Ballastwasser der Schiffe oder im Bewuchs von Schiffsrümpfen nach Europa, wo sie als Neozoon eingebürgert ist und heute weit verbreitet und häufig vorkommt. 

## Merkmale
Die Art erreicht im natürlichen Verbreitungsgebiet im männlichen Geschlecht eine Carapaxlänge von 15,6 Millimeter bei einer Breite von 21,3 Millimeter. Weibchen sind etwas kleiner, bei einer Länge von 12,4 Millimeter erreichen sie eine Breite von 16 Millimeter. In Europa werden etwas höhere Werte, bis zu etwa 22 Millimeter Breite, erreicht. Sie ist meist bräunlich gefärbt, die Unterseite und die Scherenfinger heller, in Europa auch gelblichgrün mit dunklen Flecken. Der Carapax ist etwa quadratisch, mit abgerundeter Vorder- und Hinterseite, der Vorderrand zwischen den Augen fast gerade und ungezähnt, bei Ansicht von vorn mit scheinbar verdoppelter Kontur. Die Stirnlappen sind glatt, die Vorderkante außen mit vier stumpf dreieckigen Zähnen (Familienmerkmale). Seine Oberfläche ist fast glatt, mit zwei Querreihen von Körnchen (im Vorderteil, in der sog. protogastrischen Region). Sie ist fast kahl, nur die Vorderecken sind etwas behaart. Charakteristisch ist eine quer verlaufende Grube parallel zum Vorderrand, vor den Körnchenquerreihen. Die beiden Scheren (Chelae) sind ungleich groß, die große Schere mit kurzem unbeweglichem Finger und gebogenem beweglichem Finger (Dactylus), die kleinere Schere mit im Verhältnis längerem unbeweglichem Finger und fast gleichlangem, geraden beweglichen Finger. Die Schreitbeine sind lang und schmal, etwas abgeflacht und schwach behaart.

## Biologie und Lebensweise
Die Krabbe lebt in flachen, küstennahen Gewässern, in einer Wassertiefe von meist bis zu 9 Meter, selten bis ca. 30 Meter, auf Weichsubstrat, immer in der Nähe von Versteckmöglichkeiten. Es ist eine Brackwasserart der Flussmündungen, die bis in reines Süßwasser vordringen kann. Adulte Krabben können von reinem Süßwasser bis in Brackwasser mit einer Salinität bis zu 18 Promille leben, also nicht in reinem Meerwasser, das sie aber längere Zeit tolerieren können. Die Larven entwickeln sich am besten in Wasser mit mehr als 10 Promille, aber weniger als 15 Promille Salzgehalt. Tatsächlich kommen sie fast nur in Wasser mit weniger als 10 Promille Salz vor. Grund für die obere Grenze ist sehr starker Parasitismus durch den parasitischen Rankenfußkrebs Loxothylacus panopaei (Familie Sacculinidae, vgl. Sackkrebse), der zur Sterilisierung beider Geschlechter führt.
Die Fortpflanzungszeit der Krabbe reicht im Norden von Juli bis August, in mittleren Breiten von Mai bis September, im Süden, etwa im Golf von Mexiko, von April bis November. Die Embryonalentwicklung dauert, nach der Befruchtung, etwa 10 Tage. Die Weibchen setzen die breits geschlüpften Larven durch Pumpbewegungen des Abdomens ins freie Wasser, einige Stunden nach Sonnenuntergang, frei. Sie bevorzugen dabei die Flutperioden, wodurch die jungen Larven mit dem Ebbestrom verbreitet werden können. Anders als bei vielen anderen Krabbenarten verbleiben schon die Junglarven im Brackwasser. Die planktonisch lebenden Larven durchlaufen vier Zoea-Stadien und ein, ebenfalls noch im Plankton lebendes Megalopa-Stadium, dass sich zur juvenilen dem Adulttier ähnlichen Jungkrabbe häutet. Dieses geht zur benthischen Lebensweise am Grund über. Die Zoeae schwimmen immer nahe der Wasseroberfläche, sie bevorzugen Wasser mit 20 Promille Salzgehalt.
Die Art ist ein Allesfresser (omnivor), der sowohl totes pflanzliches Material (Detritus) wie auch lebende Algen und wirbellose Tierarten als Nahrung ausnutzen kann. Dies wurde etwa bei Untersuchungen an der polnischen Ostseeküste bestätigt.

## Verbreitung
Das natürliche Verbreitungsgebiet umfasst Flussmündungen der amerikanischen Atlantikküste vom Sankt-Lorenz-Golf an der kanadischen Küste im Norden bis nach Veracruz in Mexiko im Süden. Von dort wurde sie in eine Vielzahl von Gebieten auf mehreren Kontinenten verschleppt und eingebürgert. Vorkommen existieren an der amerikanischen Westküste (Pazifikküste) seit etwa 1940.
In Europa stammt der erste Nachweis bereits von 1874. Der niederländische Zoologe Robert T. Maitland entdeckte sie in der Zuidersee (dem heutigen IJsselmeer) und beschrieb sie 1897 als neue Art Pilumnus tridentatus. Spätere Autoren stellten sie in die Gattung Heteropanope, bis schließlich 1949 Alida M. Butendijk und Lipke Bijdeley Holthuis feststellten, dass es sich in Wirklichkeit um die aus Nordamerika eingeschleppte Rithropanopeus harrisii handelt. Da die europäischen Tiere etwas größer waren, unterschieden Buitendijk und Holthuis eine eigene Unterart, die heute nicht mehr anerkannt wird. In Europa blieb die Art bis etwa 1936 auf die Zuidersee beschränkt. Hier starb sie, nach dem Abschluss des IJsselmeers durch den Damm und der nachfolgenden Aussüßung, später aus, der letzte Nachweis dort stammt von 1943.
Ab etwa den 1950er Jahren häuften sich aber Nachweise aus vielen Regionen Europas. Schon für 1939 gibt es erste Meldungen aus Russland, aus den Mündungen des Bugs und Dnister ins Schwarze Meer. Seit etwa 1959 gibt es vermehrt Nachweise aus dem niederländischen Rheindelta. Im deutschen Rheinabschnitt bei Rees stammt der Erstnachweis erst von 1993. Erste Funde in Deutschland stammen aber schon 1936 aus dem Nord-Ostseekanal und dem damit verbundenen Flemhuder See, vermutlich bei den Bauarbeiten 1910 bis 1914 mit Kähnen aus den Niederlanden eingeschleppt. Sie kommt hier bis heute vor, konnte aber von hier aus die Ostsee nicht erreichen. Die Ostsee besiedelte die Art dann, nach den Erstnachweisen 1952 in der Weichselmündung, von dort aus, wobei die deutsche Ostseeküste erst in den 1990er Jahren erreicht wurde, 2007 dann bis zur Mündung der Trave bei Lübeck. Die nördliche Ostsee (Turku an der Südküste Finlands) wurde erst seit 2009 besiedelt. 1995 erfolgte der erste Nachweis auch in der deutschen Elbemündung.
Weitere Einschleppungen im Rest der Welt schreiten immer noch voran, so 2007 nach Japan. In der Mittelmeeregion wurde sie seit 1994 in der nördlichen Adria, 2000 an der französischen und 2003 an der tunesischen Mittelmeerküste nachgewiesen, in allen Fällen in großen Hafenanlagen. Das deutet darauf hin, dass Schiffe mit Ballastwasser weiterhin das wichtigste Ausbreitungsmedium sind.